# Пьянков, Анатолий Павлович
Анатолий Павлович Пьянков (3 декабря 1925, дер. Малая Соснята, (ныне — Пермский край) — 28 июня 2008, Пермь) — советский военнослужащий, участник Великой Отечественной войны, полный кавалер ордена Славы, стрелок роты 194-го стрелкового полка, красноармеец — на момент представления к награждению орденом Славы 1-й степени.

## Биография
Родился 3 декабря 1925 года в деревне Малая Соснята (ныне — Верещагинский район Пермского края). В соседнем селе Путино окончил школу-семилетку, а также курсы трактористов. С 15 лет работал трактористом, затем в годы войны — комбайнером в Путинской МТС.
В июне 1943 года добровольцем ушел в Красную Армию через Верещагинский райвоенкомат. С декабря 1943 года участвовал в боях с захватчиками на Западном, 2-м Прибалтийском фронтах. Боевой путь начал в составе 594-го стрелкового полка 207-й стрелковой дивизии, был рядовым стрелком, связным командира батальона.
За время наступательных боев с 17 по 24 августа 1944 года красноармеец Пьянков, действуя связным командира батальона, поддерживал непрерывную живую связь комбата с наступающими подразделениями. 18 августа, рискуя жизнью, доставил важный боевой приказ. Был легко ранен, но продолжал выполнение задачи. Приказом командира 594-го стрелкового полка был награждён медалью «За отвагу», уже второй.
Позднее за эти же бои командиром полка был представлен к награждению орденом Славы 3-й степени. В наградном листе отмечалось, что за время наступления обеспечивал связь штаба полка с батальоном. 17 августа под огнём противника 5 раз доставлял боевые приказу командиру наступающего батальона. Следуя в батальон, наткнулся на группу отступающих противников и в завязавшейся перестрелки вышел победителем.
Приказом по частям 207-й стрелковой дивизии от 4 сентября 1944 года красноармеец Пьянков Анатолий Павлович награждён орденом Славы 3-й степени.
14-15 сентября 1944 года за период боевых действий в районе населенного пункта Авотини красноармеец Пьянков участвовал в отражении трех контратак противника, огнём из автомата истребил около 10 противников. Был ранен, но поля боя не оставил.
Приказом по войскам 3-й ударной армии от 14 октября 1944 года красноармеец Пьянков Анатолий Павлович награждён орденом Славы 2-й степени.
В дальнейшем воевал в составе 194-го стрелкового полка 28-й стрелковой дивизии.
25 декабря 1944 года при прорыве обороны врага в районе населенного пункта Пламши красноармеец Пьянков одним из первых ворвался на передовые позиции врага и в траншейном бою уничтожил 15 противников. Своими действиями способствовал успешному наступлению подразделения.
Указом Президиума Верховного Совета СССР от 29 июня 1945 года за образцовое выполнение на фронте борьбе с немецкими захватчиками и проявленные при этом доблесть и мужество красноармеец Пьянков Анатолий Павлович награждён орденом Славы 1-й степени. Стал полным кавалером ордена Славы.
В сентябре 1945 года был демобилизован.
Вернулся на родину. В 1949 году окончил школу механизаторов в городе Очер, работал механизатором, бригадиром тракторного отряда Путинской МТС, а затем руководил станцией техобслуживания «Сельхозтехники». В 1953 году вступил в ВКП/КПСС.
Только в 1950 году Верещагинский райвоенком вручил А. П. Пьянкову последнюю боевую награду, орден Славы 1-й степени.
В 1964 году А. П. Пьянков переехал с семьей в село Ильинское Ильинского района. Здесь до выхода на пенсию работал участковым механиком колхоза имени Дзержинского.
Последние годы жил в городе Пермь. Скончался 28 июня 2008 года.
Награждён орденом Отечественной войны 1-й степени, Славы 1-й, 2-й, 3-й степеней, медалями, в том числе двумя «За отвагу».